# Hendrik Jan Oosting
Hendrik Jan Oosting (Assen, 28 juni 1787 – aldaar, 6 februari 1879) was een Nederlandse burgemeester.
Oosting was een zoon van bestuurder Jan Haak Oosting en Catharina Evers. Hij was getrouwd met Maria Hofstede (1790-1869), dochter van gouverneur Petrus Hofstede.
Oosting was vanaf 1804 ambtenaar, onder andere bij de belastingdienst. Hij werd in 1824 wethouder van Assen. Toen burgemeester Hendrik Jans Westra in 1831 kort na zijn aantreden overleed, werd Oosting benoemd tot zijn opvolger. Hij zou aanblijven tot 1856. Hij zette zich vooral in voor de infrastructurele verbeteringen in en rond Assen. Naast zijn baan als burgemeester was Oosting van 1847-1870 Rijksbetaalmeester in het arrondissement Assen. Hij is daarmee 66 jaar ambtenaar geweest.
Oosting werd benoemd tot ridder in de Orde van de Nederlandse Leeuw (1836/1837) en tot commandeur in de Orde van de Eikenkroon (1854).
Oosting liet in 1821 een huis bouwen aan de Vaart (het 'Witte Huis') in Assen. Hij erfde in 1829 het landgoed De Eerste Steen van zijn vader, hij noemde het Dennenoord en breidde zijn bezit het een aantal jaren later uit door de aankoop van heideveld. Op een deel van het terrein van het landgoed, werd het huidige Wilhelmina Ziekenhuis Assen gebouwd.